# Julian Hendler
Julian Hendler (ur. 4 lutego 1907 w Kielcach, zm. 2 grudnia 2008 tamże) – polski harcerz i żołnierz.

## Życiorys
Julian Hendler urodził się 4 lutego 1907 roku w rodzinie rzemieślniczej w Kielcach. Był synem Juliana i Marianny z Kosińskich. 
Do ZHP wstąpił w 1918 r. – do 3 Kieleckiej Drużyny Harcerzy im. Tadeusza Kościuszki. Przyrzeczenie harcerskie złożył 8 stycznia 1920 roku. Następnie był członkiem 2 Kieleckiej Drużyny Harcerzy im. Henryka Dąbrowskiego działającej w Gimnazjum im. Mikołaja Reja (obecnie I Liceum Ogólnokształcące w Kielcach).
W 1929 r. otrzymał stopień podharcmistrza, a w 1931 r. stopień harcmistrza. W latach 1928–29 Julian Hendler był drużynowym 8 Kieleckiej Drużyny Harcerzy, a w latach 1932–38 prowadził drużynę starszych harcerzy w Opatowie. W tym czasie brał udział w Zlotach ZHP: w Poznaniu (1929) i w Spale (1935). Był uczestnikiem Zlotu Skautów Słowiańskich w Pradze w 1931 r. i Zlotu w Gödele w 1933 r.
W czasie wojny polsko-bolszewickiej 1920 r. był członkiem Pogotowia Harcerskiego. 
W 1928 r. rozpoczął studia prawnicze na Uniwersytecie Warszawskim, kontynuował je na Wydziale Ekonomicznym Uniwersytetu Poznańskiego. W 1930 r. rozpoczął pracę zawodową w Urzędzie Skarbowym w Częstochowie.
W chwili wybuchu II wojny światowej pełnił funkcję Komendanta Pogotowia Wojennego w Ostrowcu Świętokrzyskim. Na wyraźny nakaz władz okupacyjnych, zagrożony karą śmierci, zmuszony został do podjęcia pracy w Urzędzie Skarbowym pod nadzorem niemieckim. W czasie okupacji niemieckiej należał do ZWZ i AK, a od 1943 r. do Szarych Szeregów. Wojnę zakończył w stopniu kapitana.
Po zakończeniu wojny pracował jako instruktor w Hufcu Kielce-Miasto. W latach 1957–59 pracował w Komendzie Chorągwi Kieleckiej. Od 1980 r. był członkiem Kręgu Seniorów ZHP Łysica. Do swojej śmierci był członkiem Komisji Historycznej przy Komendzie Chorągwi Kieleckiej. 
Uczestniczył w zbiórkach i uroczystościach Kręgu Łysica-Jodła, a także w Sejmikach Kręgów Łysicy w Sielpi.
Odznaczony w 87. rocznicę bitwy warszawskiej Krzyżem Oficerskim Orderu Odrodzenia Polski. 
Prezydent Rzeczypospolitej Polskiej w 2000 r. awansował go na porucznika Wojska Polskiego. W 2007 r. awansowany do stopnia majora przez Szefa Wojewódzkiego Sztabu Wojskowego w Kielcach.
Zmarł 2 grudnia 2008 r. Został pochowany na Cmentarzu Nowym w Kielcach.

## Odznaczenia
- Krzyż Oficerski Orderu Odrodzenia Polski[3]
- Krzyż Kawalerski Orderu Odrodzenia Polski (1984)[5]
- Krzyż Armii Krajowej (1995)[5]
- Krzyż za udział w Wojnie 1918-1921 (1991)[5]
- Medal „Za udział w wojnie obronnej 1939” (1986)[5]
- Medal „Pro Memoria”
- Złoty Krzyż „Za Zasługi dla ZHP” (1986)[5]
- Krzyż „Za Zasługi dla ZHP” z rozetą i mieczami (1981)[5]
- Złoty Medal „Za Zasługi dla Pożarnictwa” (1982)[5]
- Odznaka „Za Zasługi dla Kielecczyzny” (1982)[5]
- Odznaka Honorowa PCK I stopnia (1980)[5]
- Odznaka „Weteran Walk o Wolność i Niepodległość” (1995)[5]
- Nagroda „Zasłużony dla Miasta Kielce”[5]